# 東山田町 (横浜市)
東山田町（ひがしやまたちょう）は、神奈川県横浜市都筑区の地名。「丁目」の設定のない単独町名である。住居表示未実施区域。

## 地理
都筑区の北東部に位置し、南に早渕、南西に南山田町、北西に東山田、北に川崎市高津区東野川、北東に川崎市高津区久末、東に港北区高田町、南東に港北区高田西と接している。東山田駅を含み町域の大半が市街化調整区域となっている。

### 河川
- 早渕川

### 地価
住宅地の地価は、2025年（令和7年）1月1日の公示地価によれば、東山田町1359番11の地点で16万2000円/m²となっている。

## 歴史

### 沿革
かつて横浜市に編入前のこの場所は、都筑郡中川村大字山田の一部であった。
- 1939年（昭和14年）4月1日 - 横浜市に編入。横浜市港北区東山田町となる[7]。
- 1947年（昭和22年）3月12日 - 耕地整理に伴い、高田町の一部を東山田町に編入。また、新吉田町と川崎市との境界線を変更[8]。
- 1969年（昭和44年）10月1日 - 行政区再編成に伴い、港北区を再配置。横浜市港北区東山田町となる[9]。
- 1979年（昭和54年）6月9日 - 土地改良事業に伴い、高田町との境界を変更[10]。
- 1990年（平成2年）7月9日 - 住居表示の実施に伴い、東山田町の一部を北山田六丁目、東山田四丁目へ編入[11]。
- 1991年（平成3年）11月11日 - 住居表示の実施に伴い、東山田町の一部を東山田三丁目へ編入[12]。
- 1992年（平成4年）10月19日 - 東山田町の一部を南山田三丁目へ編入[12]。
- 1994年（平成6年）11月6日 - 東山田町の一部を東山田一丁目、東山田二丁目へ編入[13]。また、行政区再編成に伴い、都筑区を新設。横浜市都筑区東山田町となる[14]。
- 1995年（平成7年）10月16日 - 東山田町の一部を北山田七丁目へ編入[15]。

## 世帯数と人口
2025年（令和7年）6月30日現在（横浜市発表）の世帯数と人口は以下の通りである。
| 町丁     | 世帯数    | 人口    |
| -------- | --------- | ------- |
| 東山田町 | 1,864世帯 | 3,779人 |

### 人口の変遷
国勢調査による人口の推移。
| 年                 | 人口  |
| ------------------ | ----- |
| 1995年（平成7年）  | 3,644 |
| 2000年（平成12年） | 3,527 |
| 2005年（平成17年） | 3,720 |
| 2010年（平成22年） | 3,689 |
| 2015年（平成27年） | 3,862 |
| 2020年（令和2年）  | 3,808 |

### 世帯数の変遷
国勢調査による世帯数の推移。
| 年                 | 世帯数 |
| ------------------ | ------ |
| 1995年（平成7年）  | 1,210  |
| 2000年（平成12年） | 1,254  |
| 2005年（平成17年） | 1,362  |
| 2010年（平成22年） | 1,394  |
| 2015年（平成27年） | 1,491  |
| 2020年（令和2年）  | 1,521  |

## 学区
市立小・中学校に通う場合、学区は以下の通りとなる（2024年11月時点）。
| 番・番地等 | 小学校             | 中学校               |
| ---------- | ------------------ | -------------------- |
| 全域       | 横浜市立山田小学校 | 横浜市立東山田中学校 |

## 事業所
2021年（令和3年）現在の経済センサス調査による事業所数と従業員数は以下の通りである。
| 町丁     | 事業所数  | 従業員数 |
| -------- | --------- | -------- |
| 東山田町 | 181事業所 | 2,054人  |

### 事業者数の変遷
経済センサスによる事業所数の推移。
| 年                 | 事業者数 |
| ------------------ | -------- |
| 2016年（平成28年） | 174      |
| 2021年（令和3年）  | 181      |

### 従業員数の変遷
経済センサスによる従業員数の推移。
| 年                 | 従業員数 |
| ------------------ | -------- |
| 2016年（平成28年） | 1,782    |
| 2021年（令和3年）  | 2,054    |

## 交通

### 鉄道
- 横浜市営地下鉄 グリーンライン
  - 東山田駅

### 道路

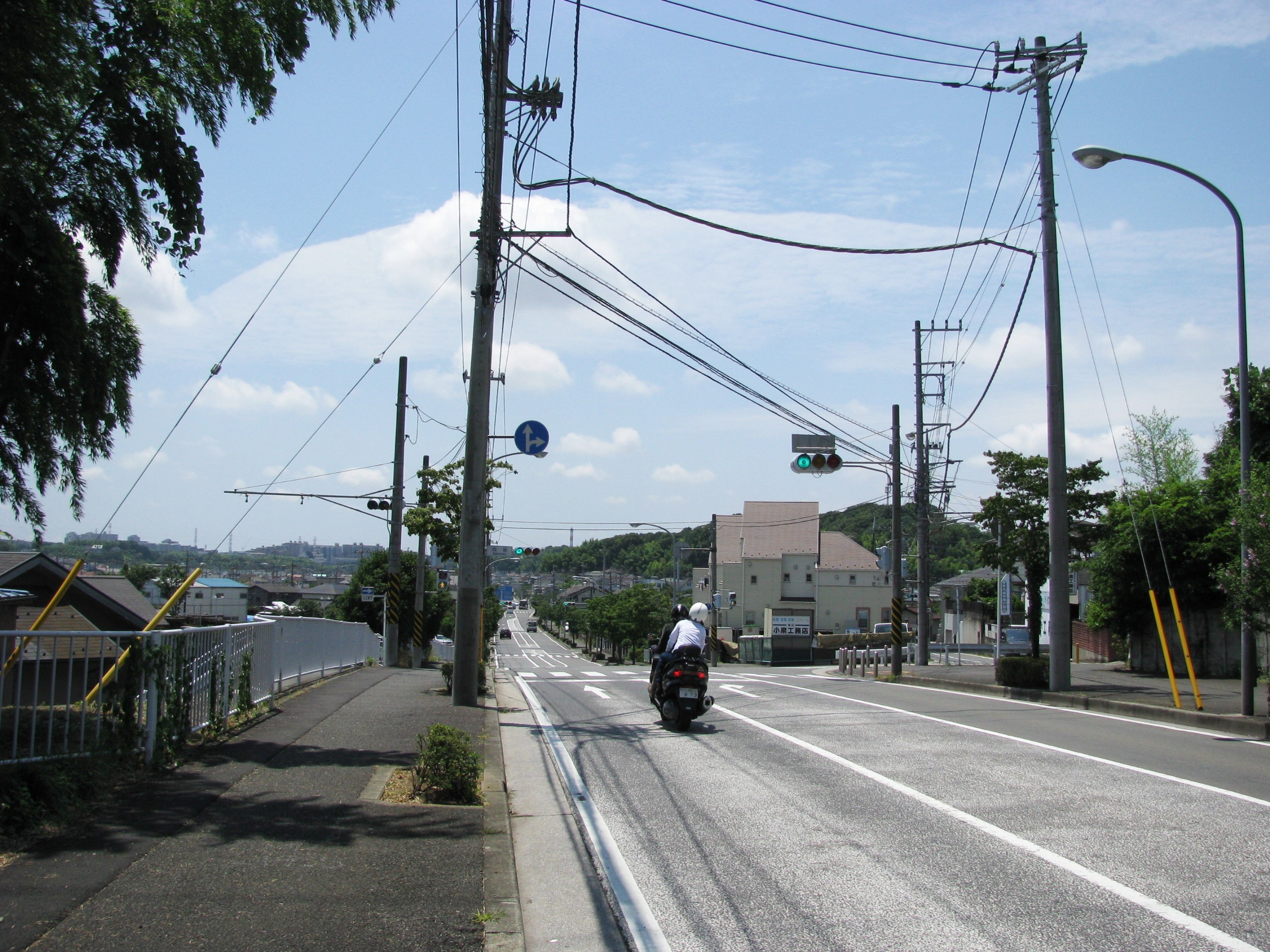
中原街道

- 神奈川県道45号丸子中山茅ヶ崎線（中原街道）
- 神奈川県道102号荏田綱島線

## 施設

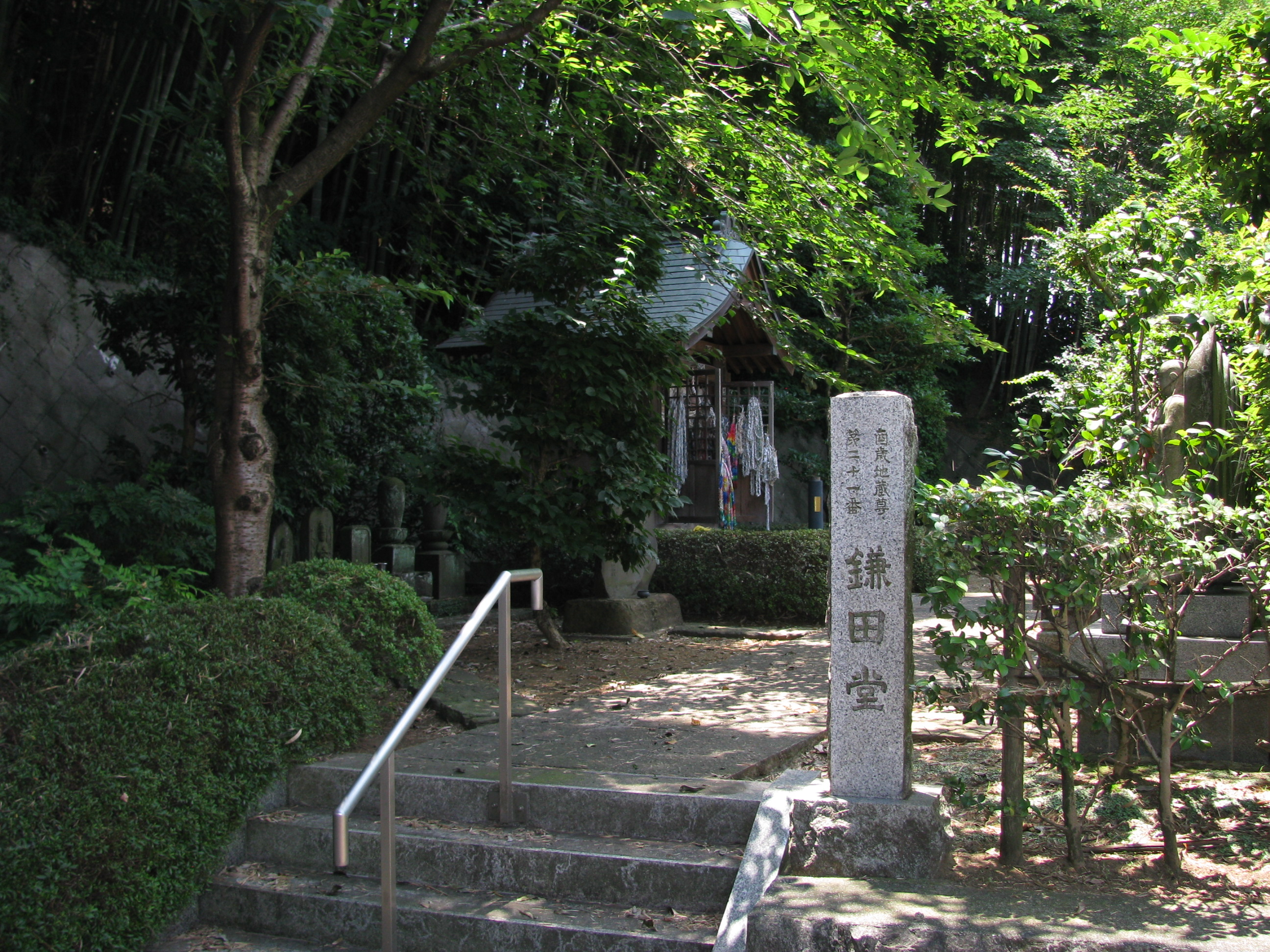
鎌田堂

- 横浜東山田郵便局[25]
- 山本記念病院[26]
- 鎌田堂 - 鎌田政清館跡とされる。

## その他

### 日本郵便
- 郵便番号 : 224-0024[3]（集配局：都筑郵便局[27]）

### 警察
町内の警察の管轄区域は以下の通りである。
| 番・番地等 | 警察署     | 交番・駐在所   |
| ---------- | ---------- | -------------- |
| 全域       | 都筑警察署 | 北山田駅前交番 |